# Kościół św. Józefa Robotnika w Minkowskich
Kościół św. Józefa Robotnika – rzymskokatolicki kościół filialny we wsi Minkowskie. Świątynia należy do parafii Wniebowzięcia Najświętszej Maryi Panny w dekanacie Namysłów zachód, archidiecezji wrocławskiej.

## Historia kościoła
Kościół w Minkowskich wybudowany został w 1873 roku, początkowo jako neogotycka kaplica grobowa. Znajduje się na terenie parku pałacowego.